# Corynoptera simplexa
Corynoptera simplexa är en tvåvingeart som beskrevs av Hans-Georg Rudzinski 2008. Corynoptera simplexa ingår i släktet Corynoptera och familjen sorgmyggor.
Artens utbredningsområde är Taiwan. Inga underarter finns listade i Catalogue of Life.